# Клербрук (Минесота)
Клербрук (енгл. Clearbrook) град је у америчкој савезној држави Минесота.

## Демографија
По попису из 2010. године број становника је 518, што је 33 (-6,0%) становника мање него 2000. године.
| Група             | 2000.       | 2010.       |
| Белци             | 529 (96,0%) | 489 (94,4%) |
| Афроамериканци    | 0 (0,0%)    | 0 (0,0%)    |
| Азијати           | 2 (0,4%)    | 0 (0,0%)    |
| Хиспаноамериканци | 4 (0,7%)    | 4 (0,8%)    |
| Укупно            | 551         | 518         |